# Diego Luna
Diego Dionisio Luna Alexander (Toluca de Lerdo, 29 de diciembre de 1979) es un actor y director mexicano de televisión, teatro y cine.

## Actividad profesional
Inició su carrera en el cine a los ocho años con el cortometraje El último fin de año. En 1992 participó en su primera telenovela, El abuelo y yo al lado de Gael García Bernal.  En 1995 trabajó en la telenovela El premio mayor, donde hizo el papel de hijo de Carlos Bonavides (Huicho Domínguez) y Laura León. Alternó el cine y la televisión durante el resto de la década y en 2001 saltó al estrellato con Gael en la película Y tu mamá también, que se convirtió en un éxito internacional.
Esta cinta catapultó su carrera y desde entonces ha filmado en México, en los EE. UU. y España con actores como Robert Duvall, Sean Penn, Mark Wahlberg, James Franco, Salma Hayek, Kevin Costner, Tom Hanks, John C. Reilly, Jesús Ochoa, Penélope Cruz y Katy Perry; y en las telenovelas mexicanas con Gonzalo Vega, Gael García Bernal, Ludwika Paleta, Sergio Goyri, Laura León, Rebecca Jones y Sasha Sökol.
En 2006, Diego Luna estrenó en México su primer largometraje local desde Nicotina (2003), en el que comparte protagonismo con la actriz brasileña Alice Braga. Se trata de Solo Dios sabe, que relata la historia de amor de un periodista y una estudiante. Luna, que perdió a su madre cuando era pequeño, le ha dedicado a ella esta producción.
Recorrió el país con la obra teatral Las obras completas de William Shakespeare (Abreviadas) junto a los actores Jesús Ochoa, Rodrigo Murray y fue un éxito en taquilla, lo que permitió que recuperara rápidamente su inversión. En cada función se hacían 104 cambios de vestuario.
Festen fue otra obra de gran éxito que protagonizó este actor, junto a Diana Bracho y José María Yazpik, la cual estuvo basada en un polémico y trágico filme de 1998. Es gran amigo de Oscar Ballote.

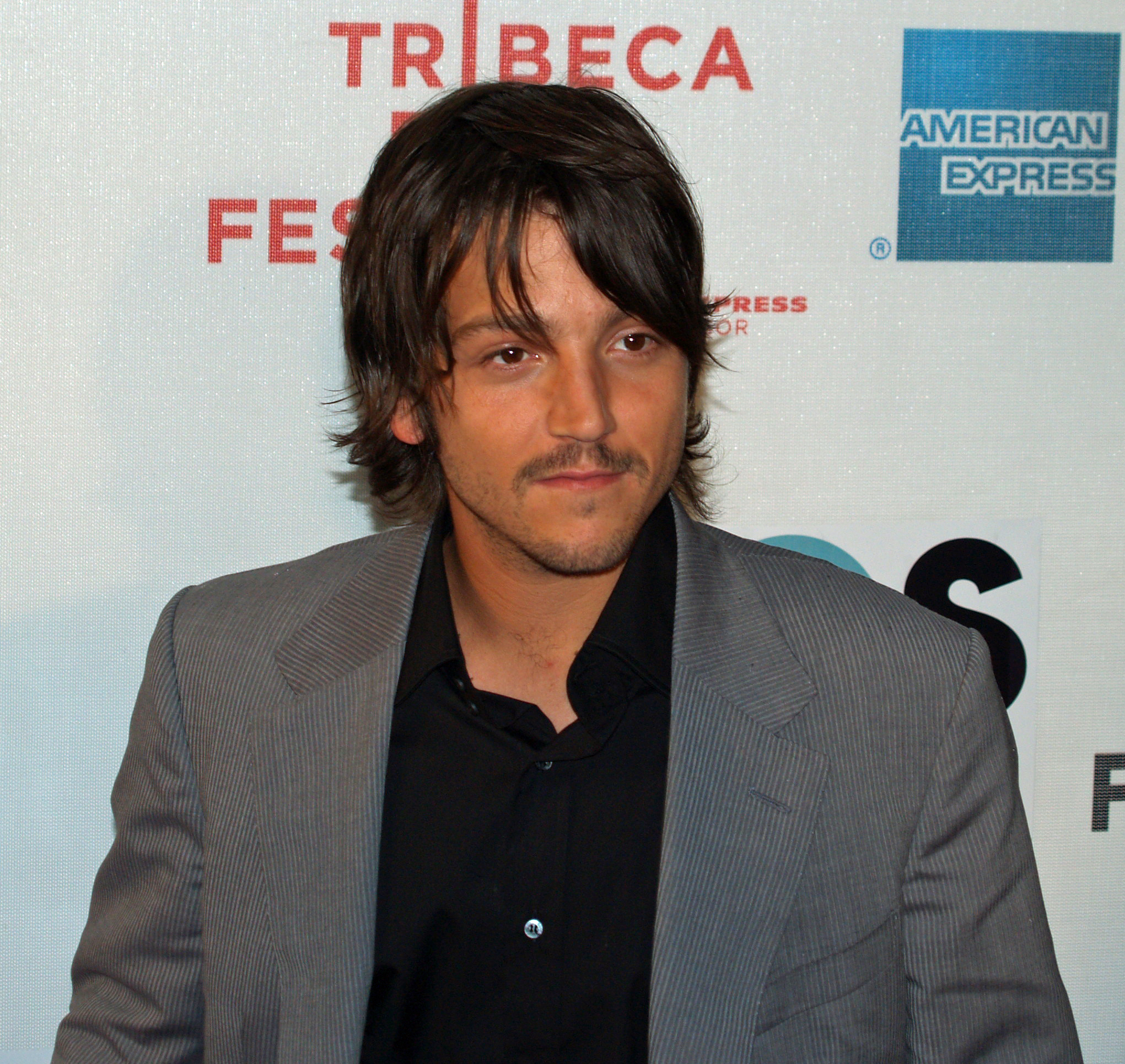
Diego Luna en 2007.

En 2007 se estrenó la ópera prima de Diego, un documental sobre César Chávez. El 5 de febrero de 2008 contrajo nupcias por lo civil con la también actriz y sobrina de la cantante Thalía, Camila Sodi, con quien en agosto de 2008 tuvo su primer hijo y en julio de 2010 tuvo su segunda hija.
Diego y Gael García Bernal son propietarios de Canana Films, a través de la cual apoyan el festival Ambulante gira de documentales. La compañía recientemente se unió con Golden Phoenix Productions propiedad del Discovery Channel para producir conjuntamente varios documentales en televisión sobre los asesinatos sin resolver de más de 300 mujeres en la localidad fronteriza de Ciudad Juárez, al otro lado de El Paso, Texas. 
En 2011 Ambulante recibió el prestigioso Premio de Derechos Humanos de la Oficina en Washington para Asuntos Latinoamericanos. Hoy en día, Diego es miembro de la mesa de directores de WOLA, y en enero de 2015 narró un vídeo hecho por WOLA, “Olvidados en la frontera,” que muestra la realidad de los niños migrantes mexicanos que huyen hacia el norte para escapar de la violencia en su país.

## Trabajos

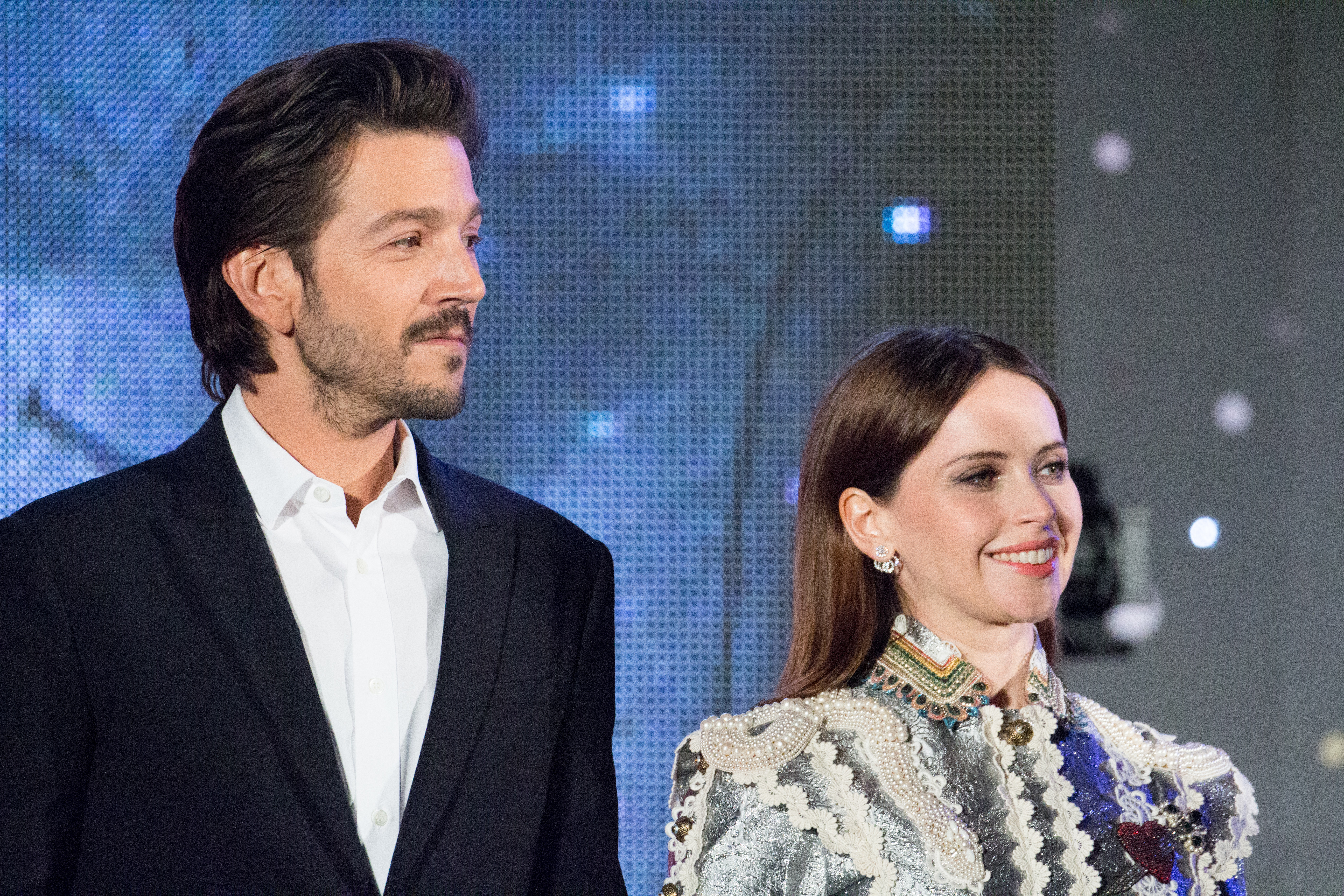
Diego Luna y Felicity Jones en el estreno de Rogue One: Una historia de Star Wars en Japón.

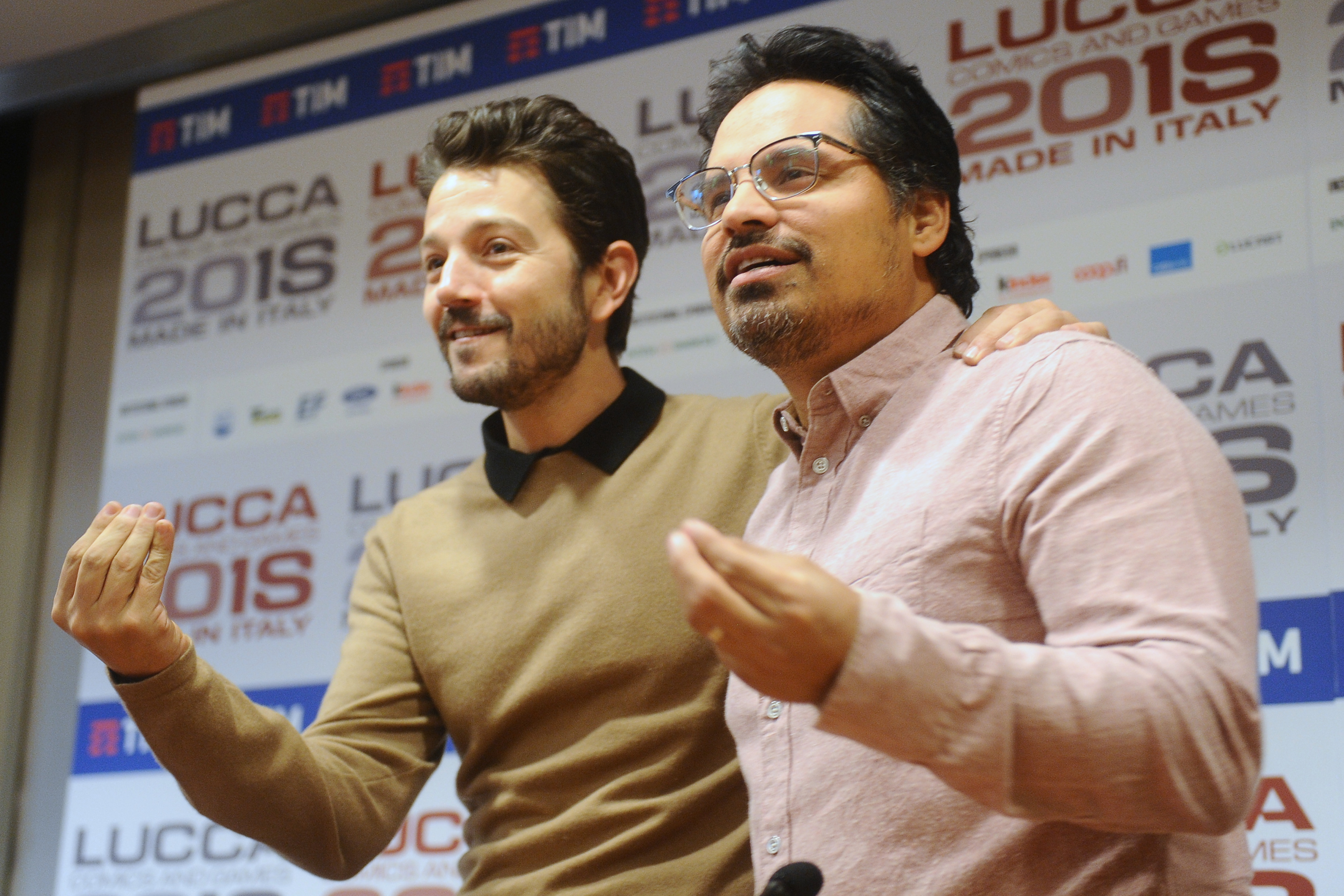
Diego Luna con Michael Peña en 2018.

### Televisión
| Año       | Título                      | Personaje                         |
| --------- | --------------------------- | --------------------------------- |
| 1991-1992 | El abuelo y yo              | Luis García                       |
| 1992-1993 | Ángeles sin paraíso         | Moisés                            |
| 1995-1996 | El premio mayor             | Enrique "Quique" Domínguez Molina |
| 1998-1999 | El amor de mi vida          | Claudio Mendoza                   |
| 1999-2000 | La vida en el espejo        | Eugenio Román Franco              |
| 2001      | Lo que callamos las mujeres | Daniel                            |
| 2010      | Gritos de muerte y libertad | Guadalupe Victoria                |
| 2018-2019 | 3Below: Tales of Arcadia    | Príncipe Krel Tarron              |
| 2018-2020 | Narcos: Mexico              | Miguel Ángel Félix Gallardo       |
| 2021      | Maya y los tres             | Zatz                              |
| 2022-2025 | Andor                       | Cassian Andor                     |
| 2024      | La Máquina                  | Andy Pérez                        |

### Videos musicales
| Año  | Título                | Notas       |
| ---- | --------------------- | ----------- |
| 2011 | The One That Got Away | Katy Perry  |
| 2018 | El beso               | Mon Laferte |

### Conductor
- MTV Video Music Awards Latinoamérica 2002 (junto a Mario Pergolini)
- MTV Video Music Awards Latinoamérica 2003
- La Gala de los Goya 2004 (junto a Cayetana Guillén-Cuervo)
- Los  Premios MTV Latinoamérica 2007

### Narrador
- Grandes Migraciones (versión latinoamericana)
- Olvidados en la frontera[6]

### Teatro
- El buen canario con Yuriria del Valle, Daniel Giménez Cacho e Irene Azuela. Dirigida por John Malkovich.
- Cada vez nos despedimos mejor (monólogo)
- Festen, La Celebración (2006)
- Privacidad, alternando funciones con Luis Gerardo Méndez (2017).

### Filmografía
Actor
| Año  | Título                                    | Personaje             | Notas                                                 |
| ---- | ----------------------------------------- | --------------------- | ----------------------------------------------------- |
| 1992 | El último fin de año                      |                       | Cortometraje                                          |
| 1994 | Ámbar                                     | Muni Frahabarana      |                                                       |
| 1995 | Morena                                    | Dos                   |                                                       |
| 1995 | Un hilito de sangre                       | León                  |                                                       |
| 1999 | Todo el poder                             | Esteban               |                                                       |
| 1999 | Un dulce olor a muerte                    | Ramón                 |                                                       |
| 1999 | El Cometa                                 | Víctor                |                                                       |
| 2001 | Todos los aviones del mundo               |                       | Cortometraje                                          |
| 2001 | Atlético San Pancho                       | Cartero               |                                                       |
| 2001 | Y tu mamá también                         | Tenoch Iturbide       |                                                       |
| 2002 | Frida                                     | Alejandro Gómez Arias |                                                       |
| 2002 | Ciudades oscuras                          | Fede                  |                                                       |
| 2002 | ¡Fidel!                                   |                       | Cameo                                                 |
| 2002 | Vampires: Los Muertos                     | Sancho                |                                                       |
| 2003 | Carambola                                 | El Perro              |                                                       |
| 2003 | Open Range                                | Button                |                                                       |
| 2003 | Soldados de Salamina                      | Gastón                |                                                       |
| 2003 | Nicotina                                  | Lolo                  |                                                       |
| 2004 | La terminal                               | Enrique Cruz          |                                                       |
| 2004 | Dirty Dancing: Havana Nights              | Javier Suárez         |                                                       |
| 2004 | Criminal                                  | Rodrigo               |                                                       |
| 2005 | Solo Dios sabe                            | Damián                |                                                       |
| 2005 | Tu vida en 65 minutos                     |                       |                                                       |
| 2005 | Amapola                                   |                       |                                                       |
| 2006 | TotoToto                                  |                       | Un Mundo Maravilloso \|\| Reportero en Estocolmo \|\| |
| 2007 | El Búfalo de la Noche                     | Manuel                | Coproductor                                           |
| 2007 | Mister Lonely                             | Michael Jackson       |                                                       |
| 2008 | Rudo y Cursi                              | Beto                  |                                                       |
| 2008 | Milk                                      | Jack Lira             |                                                       |
| 2008 | Sólo quiero caminar                       | Gabriel               |                                                       |
| 2009 | In the Playground                         |                       |                                                       |
| 2012 | Casa de mi padre                          | Raúl                  |                                                       |
| 2012 | Contrabando                               | Gonzalo               |                                                       |
| 2013 | Elysium                                   | Julio                 |                                                       |
| 2014 | The Book of Life                          | Manolo Sánchez (voz)  |                                                       |
| 2014 | Me quedo contigo                          | Esteban               |                                                       |
| 2016 | Blood Father                              | Jonah                 |                                                       |
| 2016 | The Bad Batch                             | Jimmy                 |                                                       |
| 2016 | Rogue One: una historia de Star Wars      | Cassian Andor         |                                                       |
| 2017 | Flatliners                                | Ray                   |                                                       |
| 2018 | If Beale Street Could Talk                | Pedrocito             |                                                       |
| 2019 | Berlin, I Love You                        | Drag Queen            |                                                       |
| 2019 | A Rainy Day in New York                   | Francisco Vega        |                                                       |
| 2020 | Wander Darkly                             | Matteo                |                                                       |
| 2021 | Trollhunters: El despertar de los titanes | Krel Tarron (voz)     |                                                       |
| 2022 | DC Liga de Supermascotas                  | Ch'p (voz)            |                                                       |
| TBA  | Kiss of the Spider Woman                  | Valentin Arregui      | en grabación                                          |

Director
- Mr. Pig (2016)
- Cesar Chavez (2014) (sobre el activista chicano César Chávez)
- Rafita (2010)
- Abel (2010)
- J.C. Chávez (2007) (sobre el boxeador mexicano Julio César Chávez)

Productor
- Sin nombre (2009)
- Voy a explotar (2009)
- Triple Crossing (2009)
- Cochochi (2007)
- Déficit (2007)
- J.C. Chávez (2007)
- El Búfalo de la noche (2007)
- Drama/Mex (2006)
- Solo Dios sabe (2006)
- Ruta 32 (2006)
- Tiro de gracia (2003)

## Premios y nominaciones
Premios Ariel
| Año  | Categoría                | Película     | Resultado |
| ---- | ------------------------ | ------------ | --------- |
| 2009 | Mejor actor protagonista | Rudo y cursi | Nominado  |
| 2011 | Mejor Dirección          | Abel         | Nominado  |
| 2011 | Mejor Guion original     | Abel         | Ganador   |

Premios Platino
| Año  | Categoría                                               | Película       | Resultado |
| ---- | ------------------------------------------------------- | -------------- | --------- |
| 2019 | Mejor interpretación masculina en miniserie o teleserie | Narcos: México | Ganador   |

Premios del Sindicato de Actores (SAG)
| Año  | Categoría                               | Película                 | Resultado |
| ---- | --------------------------------------- | ------------------------ | --------- |
| 2008 | Mejor interpretación de todo el reparto | Mi nombre es Harvey Milk | Nominado  |

Premios Goya
| Año  | Categoría                                   | Película            | Resultado |
| ---- | ------------------------------------------- | ------------------- | --------- |
| 2008 | Mejor interpretación masculina protagonista | Sólo quiero caminar | Nominado  |

Premios El Heraldo de México
| Año  | Categoría                               | Película                           | Resultado |
| ---- | --------------------------------------- | ---------------------------------- | --------- |
| 2001 | Mejor actor de teatro                   | Las Obras completas de Shakespeare | Nominado  |
| 2001 | Mejor interpretación revelación de cine | Y tu mamá también                  | Nominado  |

Globos de Oro
| Año  | Categoría                              | Película | Resultado |
| ---- | -------------------------------------- | -------- | --------- |
| 2023 | Mejor Actor en una Serie de Televisión | Andor    | Nominado  |

### Premios en festivales
Festival Internacional de Cine de Venecia
| Año  | Categoría                                                  | Película          | Resultado |
| ---- | ---------------------------------------------------------- | ----------------- | --------- |
| 2001 | Premio Marcello Mastroianni a la interpretación revelación | Y tu mamá también | Ganador   |

Festival Internacional de Cine de Valdivia
| Año  | Categoría   | Película          | Resultado |
| ---- | ----------- | ----------------- | --------- |
| 2001 | Mejor actor | Y tu mamá también | Ganador   |

Festival Internacional de Cine de San Sebastián
| Año  | Categoría         | Película | Resultado |
| ---- | ----------------- | -------- | --------- |
| 2010 | Premio Horizontes | Abel     | Ganador   |

Festival Internacional de Cine de Huesca
| Año  | Categoría                              | Resultado |
| ---- | -------------------------------------- | --------- |
| 2022 | Premio Ciudad de Huesca «Carlos Saura» | Ganador   |

Semana de Cine de Melilla
| Año  | Categoría                              | Resultado |
| ---- | -------------------------------------- | --------- |
| 2025 | Premio Internacional Ciudad de Melilla | Ganador   |

## Vida personal
Es hijo del escenógrafo Alejandro Luna y de la fallecida diseñadora de vestuario inglesa Fiona Alexander es sobrino de la actriz Susana Alexander.